# Lema de Zorn

O Lema de Zorn pode ser usado para mostrar que todo grafo conexo possui uma árvore de extensão.

O Lema de Zorn é um axioma da Teoria dos Conjuntos, normalmente apresentado como:

Se, em um conjunto não-vazio e parcialmente ordenado, todo subconjunto totalmente ordenado tem uma quota superior, então o conjunto tem um elemento maximal.

O Lema de Zorn é equivalente ao axioma da escolha.
O nome faz referência ao matemático Max Zorn, mas sua primeira formulação se deve ao matemático polonês Kazimierz Kuratowski.

## Exemplo de uma aplicação
Como um exemplo simples de uma aplicação do Lema de Zorn, vamos provar que todo espaço vetorial possui uma base. Para isto, basta mostrar que todo espaço vetorial contém um conjunto de vetores linearmente independentes (basta tomar um conjunto unitário de um vetor não nulo), e que todo conjunto linearmente independente é um subconjunto de uma base.
Esta segunda parte será provada pelo Lema de Zorn. Seja {\displaystyle \,L\,} um conjunto linearmente independente de vetores de um espaço vetorial {\displaystyle \,V\,}. O trabalho é:
- Construir um conjunto e definir uma relação de ordem parcial. Como desejamos aumentar um conjunto linearmente independente, torna-se natural definir {\displaystyle X=\{x\in P(V)|L\subseteq x\land x{\mbox{ linearmente independente}}\}\,}. Sendo {\displaystyle \,X\,} um conjunto de conjuntos, a ordem parcial natural em {\displaystyle \,X\,} é a relação {\displaystyle x\subseteq y\,}. {\displaystyle \,X\,} não é vazio, porque {\displaystyle L\in X\,}.
- Provar que todo subconjunto totalmente ordenado de {\displaystyle \,X\,}tem uma quota superior. Em detalhes, isso é feito assim:
  - Seja {\displaystyle T\subseteq X,T\neq \varnothing \,} totalmente ordenado pela relação {\displaystyle \subseteq \,}.
  - {\displaystyle Q=\bigcup _{x\in T}x\,}, obviamente, satisfaz {\displaystyle x\in T\implies x\subseteq Q\,}
  - Como {\displaystyle \,L\,}é um subconjunto de todo elemento de {\displaystyle \,X\,}, então {\displaystyle \,L\,} é um subconjunto de todo elemento de {\displaystyle \,T\,}. Logo, {\displaystyle L\subseteq Q\,}
  - A prova de que {\displaystyle \,Q\,}é linearmente independente é simples mas trabalhosa:
    - Seja {\displaystyle \alpha _{1}v_{1}+\alpha _{2}v_{2}+\cdots +\alpha _{n}v_{n}=0\,} uma combinação linear de elementos distintos de {\displaystyle Q}.
    - Como {\displaystyle Q} é uma união de conjuntos, temos que {\displaystyle \forall \,i,1\leqslant i\leqslant n,\exists \,x_{i}\in T,v_{i}\in x_{i}\,}.
    - Como {\displaystyle \,T\,}é totalmente ordenado, dentre os {\displaystyle x_{i}\,} existe um deles {\displaystyle x_{max}} que é superconjunto de todos os outros.
    - Então temos que {\displaystyle \forall \,i,v_{i}\in x_{max}\,}, portanto {\displaystyle \alpha _{1}v_{1}+\alpha _{2}v_{2}+\ldots \alpha _{n}v_{n}=0\,} é uma combinação linear de vetores de {\displaystyle x_{max}\,}.
    - Como, por construção, {\displaystyle x_{max}\,} é um conjunto linearmente independente, temos que {\displaystyle \forall \,i,\alpha _{i}=0\,}.
    - Ou seja, provou-se que {\displaystyle Q} é linearmente independente.

  - Como {\displaystyle Q} é linearmente independente e é um superconjunto de {\displaystyle \,L\,}, {\displaystyle Q\in X\,}. Como Q é a união dos elementos de {\displaystyle \,T\,}, {\displaystyle \forall x\in T,x\subseteq Q\,}. Logo {\displaystyle Q} é uma quota superior de {\displaystyle \,T\,}.
- Agora aplica-se o Lema de Zorn ao conjunto {\displaystyle \,X\,}. Seja {\displaystyle \,B\,} um elemento maximal. Devemos provar que {\displaystyle \,B\,} é uma base:
  - {\displaystyle L\subseteq B\,}
  - {\displaystyle \,B\,} é linearmente independente
  - Devemos provar que {\displaystyle \,B\,} gera {\displaystyle \,V.\,}
    - Seja {\displaystyle x\in V,x\notin B,x\neq 0}.
    - Como {\displaystyle \,B\,} é maximal, o superconjunto próprio de {\displaystyle \,B\,} definido por {\displaystyle B\cup \{x\}\,} é linearmente dependente.
    - Ou seja, existe uma combinação linear {\displaystyle \alpha _{1}v_{1}+\ldots +\alpha _{n}v_{n}+\beta x=0\,} em que nem todos coeficientes são zero.
    - {\displaystyle \beta \neq 0\,}, caso contrário {\displaystyle \,B\,} não seria linearmente independente.
    - Portanto, temos que {\displaystyle x={\frac {-\alpha _{1}}{\beta }}v_{1}+\ldots +{\frac {-\alpha _{n}}{\beta }}v_{n}\,}.

  - Ou seja, {\displaystyle \,B\,}gera {\displaystyle \,V\,.} Ou melhor, {\displaystyle \,\langle B\rangle =V.\,}
- A conclusão: todo conjunto linearmente independente de {\displaystyle \,V\,} é subconjunto de uma base de {\displaystyle \,V\,.}

## História
O princípio maximal de Hausdorff é uma propriedade semelhante ao Lema de Zorn.
Kazimierz Kuratowski provou em 1922 uma versão menos genérica do Lema de Zorn (usando conjuntos parcialmente ordenados pela inclusão e fechados relativamente à união arbitrária de cadeias bem-ordenadas). O Lema na sua forma atual (usando qualquer relação de ordem, e usando qualquer cadeia totalmente ordenada) foi proposto independentemente por Max Zorn em 1935. Zorn propos esta formulação como um novo axioma da teoria dos conjuntos, como um substituto do teorema da bem-ordenação, exibiu algumas das suas aplicações na álgebra. Zorn também prometeu mostrar a equivalência entre o seu lema e o axioma da escolha em um outro artigo, mas este artigo nunca foi escrito.
O nome "Lema de Zorn" aparece no livro Convergence and Uniformity in Topology (1940) de John Tukey. Théorie des Ensembles (1939) de Bourbaki se refere a um princípio de máximo semelhante a este como "le théorème de Zorn".